# Canción para mi muerte
Canción para mi muerte é uma canção da banda argentina de rock Sui Generis. Composta por Charly García, foi o primeiro single de trabalho do álbum "Vida", de 1972. O single obteve um sucesso comercial sem precedentes até então no rock argentino, permanecendo no topo das paradas de vendas por mais de sete semanas. Em 2004, uma reedição do álbum solo de Charly García Piano Bar incluiu uma nova versão da música que alcançou o primeiro lugar nas paradas.
Esta música Foi de extrema importância durante a época em que a Argentina atravessava o período ditatorial (1976-1983), pois ela representava a voz reprimida da juventude argentina que lutava contra os desmandos oficiais.

## Composição
Segundo relatos de de Charly García, um dia, no início de 1969, ele estava em um hospital no quartel onde prestava serviço militar obrigatório. Ele havia ingerido muitas pílulas e outros medicamentos com a expectativa de deixá-lo ir para casa porque estava doente. Ao saber que mesmo enfermo não seria permitido que ele saísse, ele caiu sono profundo de narcóticos, no qual ele sentiu a presença da morte no quarto. Assim que acordou, García pegou lápis e papel e escreveu as letras, criando seu primeiro grande sucesso.

## Créditos Musicais
- Charly García - Vocais principais, Piano, Composição
- Nito Mestre - Guitarra Acústica, Guitarra Elétrica, Vocal de apoio
- Alejandro Medina - Baixo Elétrico
- Francisco Pratti - Bateria.

## Reconhecimento
| Ano  | Publicação          | Categoria                             | Resultado   | Ref.        |
| ---- | ------------------- | ------------------------------------- | ----------- | ----------- |
| 2002 | Rolling Stone e MTV | Os 100 maiores hits do rock argentino | 11ª Posição | [ 2 ] [ 3 ] |
| 2007 | Site "Rock.com.ar"  | Las 100 de los 40                     | 56ª Posição | [ 4 ]       |